# Air vaudois
L'Air vaudois, op. 108, est une pièce pour flûte et piano composée par Mel Bonis en 1916.

## Composition
Mel Bonis compose son Air vaudois pour flûte et piano en 1916. L'œuvre est publiée de façon posthume par les éditions Kossack en 2000.

## Analyse
Selon François de Médicis, l'Air vaudois a une esthétique proche de celle des œuvres de Gabriel Fauré et Claude Debussy, et plus globalement de l'avant-garde musicale du tournant du XXe siècle.

## Discographie sélective
- La Joueuse de flûte, Romantic Flute Music, Mel Bonis, Tatjana Ruhland (flûte), Florian Wiek (piano), Hänssler classic.

## Sources
Étienne Jardin, Mel Bonis (1858-1937) : parcours d'une compositrice de la Belle Époque, 2020 (ISBN 978-2-330-13313-9 et 2-330-13313-8, OCLC 1153996478, lire en ligne)